# Александар Кокоринов
Александар Филипович Кокоринов (рус. Александр Филиппович Кокоринов; 10. јул 1726 — 21. март 1772) био је руски архитекта и професор. Један је од оснивача, први градитељ, директор (1761) и ректор (1769) Империјалне академије уметности у Санкт Петербургу. Кокоринов је био дворски архитекта породице Разумовски и Ивана Шувалова, првог председника Академије. Кокориновљево преостало архитектонско наслеђе, за које се некада веровало да је значајног обима, сведено је савременим истраживањима на само две зграде, Империјалну академију уметности и палату Кирила Разумовског у Санкт Петербургу. Академију је пројектовао Жан Батист Валин де ла Мот на основу ранијег предлога Жака Франсоа Блондела, док је Кокоринов руководио изградњом у њеним раним фазама (1764–1772).

## Биографија

### Ране године и породица
Александар Кокоринов је рођен у Тоболску у породици државног чиновника. Његов деда је био свештеник. Са 14 година почео је да тренира код Јохана Бланка (оца Карла Бланка), самопроглашеног архитекте прогнаног из Санкт Петербурга због своје умешаности у наводну заверу Артемија Волинског (1740). Са узнесењем Елизабете 1741. године, преживели из афере Волински су амнестирани и Бланкови су се вратили у Москву, водећи са собом Кокоринова.

### Образовање
Након смрти Јохана Бланка, 1745. Александар Кокоринов и Карл Бланк студирали су уметност и архитектуру у Москви код Дмитрија Ухтомског, тада водећег московског архитекте Елизабетанског барока и декана архитектонске школе са седиштем у Московском Кремљу . Убрзо је Кокоринов позван у групу Ивана Коробова, где је млади архитекта дао тако добру репутацију да га је мајстор унапредио и 1749. он је постао шегрт. Ова титула је омогућила Кокоринову да сам гради и преузима приватне наруџбине.
На овом месту Кокоринов је такође био задужен за реконструкцију и рестаурацију кула и зидина Московског Кремља. Убрзо је његова репутација била толико добра да га је чак и хетман Кирил Разумовски ангажовао да ради на његовом имању Петровское.
Дипломирао је математику на Московском универзитету, а 1754. Кокоринов је положио стручни испит као млађи архитекта, придружио се особљу Франческа Бартоломеа Растрелија и преселио се у Санкт Петербург где је ступио у контакт са грофом Иваном Шуваловим, оснивачем Москвског Државни универзитета (1755) и Империјалне академија уметности (1757). Кокоринов се придружио особљу Академије првих дана рада.

### Каријера
Шувалов је првобитно предложио оснивање Академије у Москви и наручио Жака-Франсоа Блондела да дизајнира нови кампус. Царица Јелисавета је инсистирала да Академија мора бити смештена у Санкт Петербургу, а задатак да адаптира Блонделове планове добио је Кокоринов, који је већ пројектовао Шувалову кућу у Санкт Петербургу. Кокоринов, обучен само за барокни стил, имао је проблема са Блонделовим француским неокласичним дизајном и 1759. Шувалов је ангажовао другог Француза да помогне Кокоринову. Жан-Батист Валин де ла Мот, Блонделов рођак и дипломац Краљевске академије за архитектуру, постао је Кокоринов парнер на пројекту Академије и убрзо га је надмашио. За дизајн зграде традиционално су заслужни Кокоринов и де ла Мот, али недавна истраживања у француским архивима указују на то да је то дело де ла Мота, док нацрти Кокоринова никада нису пронађени. Академија, сложена грађевина димензија 140 пута 125 метара, носи трагове Блонделовог стила, али је, према речима Дмитрија Швидковског, „модернија... посебно уочљива у плану. Тамо где је Блондел навео коринтски ред, заправо је у изградњи коришћен строжи дорски. Купола је такође лаконскија од Блонделовог дизајна. Комплетна зграда је испала још строжија него што изгледа на де ла Мотеовим цртежима.“
Године 1761. Кокоринов је постављен за директора Академи али је тек 1765. постао професор. Предавао је основну теорију архитектуре и историју архитектуре, док је де ла Мот предавао напредне архитектонске предмете.
Док су архитекте финализирале свој предлог, Русију је потресла кратка владавина (5. јануар 1762 – 9. јул 1762) и убиство цара Петра III, кога је наследила Катарина II. Нова царица послала је Шувалова у де факто прогонство на свом сеоском имању и поставила Ивана Бецкоја за новог председника Академије. Царица је 18. марта 1764. одобрила озбиљно финансије за реконструкцију и основала грађевински одбор, на чијем је челу био Кокоринов  Де ла Моте, који је увек избегавао практичну изградњу, није био активно укључен на лицу места; по први пут у руској историји, архитектонска професија је подељена на архитектонско пројектовање и управљање грађевинским радовима.
Током руско-турског рата 1768–1774 финансирање пројекта је практично престало, док је Бецкој покренуо кривични поступак против наводне преваре на градилишту. Кокоринов је окривљен за прекорачење трошкова, умро је 1772; незванично мишљење је да је извршио самоубиство. Де ла Моте је напустио Русију 1775. године, зграду је завршио Јуриј Фелтен 1788.